# Jánossy György (építész)
Jánossy György (Budapest, 1923. április 15. – Budapest, 1998. szeptember 5.) Ybl Miklós- és állami díjas magyar építész, egyetemi tanár.

## Életpályája
Apja – dr. Jánossy István (1890-1977) – klasszika-filológus volt és még 83 éves kora után is dolgozott az Akadémia könyvtárában. Apja nagy történelmi tudására épült Jánossy György műveltsége. Édesanyja Hugyecz Jolán (1900-1988) Hugyecz László építész testvére volt. Testvérei közül bátyja, Jánosy István író, költő, míg öccse, Jánossy Ferenc (Firinc) festő, húga, Jánossy Eszter orvos lett. 
Alap- és középfokú iskoláit a fővárosban végezte, 1941-ben érettségi vizsgát tett a fasori Evangélikus Gimnáziumban. Eredetileg képzőművészeti pályára készült, de Jánosy István visszaemlékezése szerint anyja kérésére ráállt, hogy építész legyen, mivel az volt a terv, hogy majd Hugyecz László irodáját átveszi Amerikában. Felvették a budapesti József Nádor Műegyetem építészmérnök karára. 1944-ben az újkori építészeti tanszéken dr. Friedrich Lóránt mellett tanársegéd volt.
Tanulmányait a háború megszakította – társaival együtt – 1944-ben Németországba vitték. Háború vége Dániában érte, ahol hamarosan képek festésével és eladásával biztosította megélhetését. Több kiállítása nyílt Korsorben, Silkeborgban, Odensében, Århusban, Koppenhágában és Stockholmban. A Svenska Institutet több hetes tanulmányútra hívta Svédországba, ahol végül is hosszabb időt töltött el. Eleget kellett tennie képmegrendeléseinek, illetve Várhelyi György építész munkatársaként készített pályázati terveket. Koppenhágába visszatérve Ole Falkentorp építész irodájában dolgozott.
1946-ban – több társával együtt – visszatért Magyarországra és befejezte Műegyetemi tanulmányait, közben a rajzi tanszéken Bardon Alfréd egyetemi tanár tanársegédjeként dolgozott. Szigorlati tervét – Üdülőszálló a Mecsekben – Kotsis Iván tanszékén készítette.
Az egyetemről Janáky István hívására ment át 1948. október 1-vel az Állami Építéstudományi és Tervező Intézetbe, majd annak 3 részre osztódása után 1948 decemberében a Magasépítési Tervező Intézet (MATI) középület-tervező részlegébe került. Id. Janáky munkatársaként tervezte a Hódmezővásárhelyi Petőfi Kultúrházat 1948-ban, melynek csak az első üteme, a művelődési ház valósult meg. Még ugyanabban az évben részt vett a Műszaki egyetem Stoczek utcai épületének, a Népstadion vázlattervének és a Szent László kórház pályatervének tervezésében is.
1949 októberében a MATI-ból a Középülettervező Iroda (KÖZTI) néven önálló tervezőintézetté alakult. Jánossy továbbra is Janáky műtermében dolgozott, ahol részt vett a Miskolci Nehézipari Egyetem tervezésében. A kollégiumi épület már önálló munkája volt és 1950-51-ben meg is valósult. 1953-1954 között a MÉSZ Mesteriskola hallgatója, mestere Weiner Tibor volt. 1955-ben tervezte a Gödöllői Agrártudományi Egyetem – ma már használaton kívüli – víztornyát (Czebe Istvánnal), „mely kis mérete ellenére Jánossy egyik legmonumentálisabb alkotása és egyben az ötvenes évek (szocreál) magyar építészetének egyik csúcsteljesítménye.”
1957 utáni időszak építészete megint a modernizmus, előretörését hozta. Ennek a felívelő korszaknak alkotásai a Sport csónakház a Római parton (1958-59), a Lídó szálló és csónakház a Római parton (1959-62), a Salgótarjáni Karancs Szálló (1959-63), a budai várban a Tóth Árpád sétányon felépült lakóház (1961-63).
1962-ben a Magyar Iparművészeti Főiskolán a szilikátipari tanszéken építészeti és formatani előadásokat tartott. 1963-ban átmenetileg elhagyta a KÖZTI-t és 1966-ig a Budapesti Városépítési Tervező Intézetben (BUVÁTI), egy komplex osztályt vezetve dolgozott. Ebben az időben készült – a KÖZTI-ben elkezdett – Kazincbarcikai kórház (1962-69) és a Budapest, II. Gyorskocsi utca 22-24. sz. lakóház (1966-69)
1966-ban visszatért a KÖZTI-be, ahol a vári irodában csoportvezetőként dolgozott 1985-ig, nyugdíjazásáig. 1970-től egészen 1988-ig mesterként működött a FÉK-ben (Fiatal Építészek Köre), majd a MÉSZ Mesteriskolájában. 1975-ben tervezi Makrisz Agamemnon szobrászművésszel a Pécsi felszabadulási emlékművet, mely ma is áll. Ezen időszak legmarkánsabb és legjobb alkotása a Budapest, I. Szentháromság téri diplomata ház. – tervezés: 1976-77, kivitelezés: 1979-81 – Ma "Hotel Burg". KÖZTI-ben végzett munkásságának talán utolsó – nyugdíjazása előtti – állomása az ELTE TTK lágymányosi tömbjének, meghívásos pályázata a KÖZTI-ben. A pályázati terv alapján 1984-85-ben elkészülnek a kémiai tanszék épületének engedélyezési és kiviteli tervei. Az épület 1985-88 között megvalósul. Annak ellenére, hogy Jánossy ekkor már nyugdíjban volt, a tervezés Jánossy – Mányi név alatt futott.
A nyolcvanas években dr. Meggyesi Tamással Esztergom történeti városmagjának rekonstrukciós tervein dolgozott. Nyugdíjazása után már csak oktatói tevékenységet folytatott. 1998. szeptember 5-én hosszan tartó betegség után meghalt. Hamvait 1998. szeptember 17-én a Farkasréti temetőben helyezték örök nyugalomra.

## Művei

### Megvalósult épületek
- 1948-1949 Hódmezővásárhely, Petőfi kultúrház. (id. Janáky István munkatársaként)
- 1949-1959 Miskolci Nehézipari Műszaki Egyetem. (Janáky István, Farkasdy Zoltán, Zalaváry Lajos munkatársaként). Több szakaszban kivitelezett munka.
- 1950-1951 Miskolci Nehézipari Műszaki Egyetem kollégiumi épületei
- 1951-1953 Miskolc-Pereces, Debreczeni Márton tér 1. 104. számú Ipari Szakmunkásképző Intézet (vájáriskola)
- 1955 A Gödöllői Agrártudományi Egyetem víztornya. (munkatárs: Czebe István). Ma már használaton kívül.
- 1958-1959 Budapest. Római part. Sport-csónakház. (munkatárs: Walkó Zoltán)
- 1959-1962 Budapest. Római part. Lídó szálló és csónakház. (munkatárs: Walkó Zoltán)
- 1959-1963 Salgótarján városközpont. Karancs szálló. (munkatárs: Hrecska József)
- 1961-1963 Budapest, I. Tóth Árpád sétány 27. lakóház (munkatárs: Hrecska József) A Budapest, I. Úri utca 38 barokk lakóház (helyreállította: Czagány István) Tóth Árpád sétány felőli frontján épült.
- 1957-1969 Kazincbarcika 450 ágyas kórház és rendelőintézet. (munkatárs: Hrecska József)
- 1958 Salgótarjáni stadion öltöző épülete. (munkatárs Czebe István)
- 1964-1967 Karcag. 450 ágyas kórház. (a kazincbarcikai kórház tervéből adaptálta: Városy Péter)
- 1966-1968 Budapest, II. Gyorskocsi utca 22-24. lakóház, földszintjén üzlettel. (munkatárs: Hrecska József)
- 1967-1968 Budapest, XIII. Váci út 174. KÖJÁL laboratórium. (munkatársak: Bálint Jenő, Hrecska József)
- 1965-1968 Budapest, XIII. Váci út 62. – Bessenyei utca 27., Bessenyei utca 23-25. lakóépületek. (munkatárs: Bálint Jenő)
- 1967-1968 Szekszárd. Csecsemőotthonok. (munkatárs: Händel Judit)
- 1969 Balassagyarmati Kórház kazánház. (munkatárs: Laczkovics László)
- 1968-1969 Balassagyarmat. 200 fős csecsemőotthon. (munkatárs: Händel Judit)
- 1972-1973 Eger. Grónay Sándor utca 7-9. – Deák Ferenc utca 14-16. lakóépületek (munkatársak: Csomay Zsófia, Gereben Gábor, Román János)
- 1971-1981 Budapest, I. Szentháromság tér 7–8. diplomata lakóház. (munkatárs: Laczkovics László). Ma Burg Hotel – lebontva.
- 1984-1988 ELTE TTK lágymányosi tömb. (munkatárs: Mányi István). Jánossy nyugdíjazása után fejeződött be.

### Tervezett épületek
- 1948 Népstadion-vázlatterv. (Id. Janáky István és Rimanóczy Gyula munkatársaként)
- 1953 Budapest III. Foghíjbeépítések tanulmányterve az Árpád fejedelem útján a Lukács utca és a Sajka utca között.
- 1954 Szigetszentmiklós. Víztorony.
- 1957 Kazincbarcikai kórház és lakótelep tanulmányterve (munkatárs: Paulheim Ferenc)
- 1957 Ankara (Törökország) Ishane szálló tanulmányterv. (munkatársak: Janáky István, Mináry Olga, Zalaváry Lajos)
- 1958 Budapest II. Császár uszoda bővítése, nyitott változat, (munkatárs: Czebe István)
- 1959-1961 Salgótarján városközpontja, beépítési terv
- 1967 Eger. Megyei Múzeum tanulmányterve.
- 1967 Budapest II. Császár uszoda bővítése fedett uszodával.
- 1968 Balassagyarmat kórházbővítés tanulmányterv.
- 1968-1970 Székesfehérvár, Szent István Király Múzeum bővítésének tanulmányterve. (munkatársak: Kobza László, Laczkovics László, Gereben Gábor)
- 1971 Budapest I. Szent György tér rendezési terve külügyminisztériummal. (munkatársak: Csomay Zsófia, Gereben Gábor, Laczkovics László, Román János). Nem valósult meg.
- 1974 Budapest I. Szent György tér rendezési terve, a HM. épület helyén koncertházzal. Tanulmányterv.
- 1974 Budavári Palota, Hunyadi-udvar rendezése. Tanulmányterv. Munkatárs: Kiss György, Thurszky Béla)
- 1974 Budapest, 1000 ágyas HM. kórház terve három változatban. (munkatárs: Makkai Géza, Mányi István, Hegedüs Péter, Panthó Gergely). Nem valósult meg.
- 1976 Békéscsaba városközpont tanulmányterve (munkatárs: Hegedüs Péter)
- 1986 Esztergom városrehabilitációs tanulmánya (Meggyesi Tamás munkatársaként)

### Tervpályázatok
- 1948 Szent László kórház. (munkatárs: Farkasdy Zoltán, Éber György). Megvétel.
- 1949 Sztálin téri (ma: Erzsébet tér) irodaház. I. díj
- 1950 Moszkvai kiállítási pavilon. III. díj
- 1951 Csepeli kultúrpalota. (munkatárs: Kékesi László). Megvétel.
- 1953 Miskolci irodaház. (munkatárs: Kékesi László). III. díj
- 1953 Blaha Lujza téri metróállomás. (munkatárs: Janáky István, Farkasdy Zoltán, Zalaváry Lajos). I. díj
- 1953 Ajka városközpont. I. díj
- 1954 Szigetszentmiklósi víztorony. I. díj
- 1954 Győri víztorony. Megvétel.
- 1955 Budapest, XIII. rendelőintézet. (munkatárs: Farkasdy Zoltán). megosztott II. díj
- 1956 Előregyártott panelház. (munkatárs: Zajovics Jenő, Réfi Imre, Tóth József)
- 1957 Óbudai városrendezés. (Janáky Istvánnal). Megvétel.
- 1959 Veszprém városközpont rendezése (Korompay György munkatársaként) kiemelt megvétel
- 1961 Kórházi műtőrészleg. (munkatársak: Hrecska József, Halmágyi Károly, Simon Ferenc, Pálfi Pál). Megvétel.
- 1962 Főiskolai kollégiumok típusterve (munkatársak: Halmágyi Károly, Hrecska József) megvétel
- 1963 240 férőhelyes csecsemőotthon. (munkatársak: Hrecska József, Vély Róbert, Simon Gábor, Szőke Gábor). II. díj
- 1963 250 ágyas idegkórház. (munkatársak: Hrecska József, Simon Gábor, Vély Róbert, Szőke Gábor, Pernye Edit). III. díj
- 1964 Tisztasági fürdő típusterve. (munkatársak: Hrecska József, Kriegler Erzsébet, Szuhai Géza, Vély Róbert). Megvétel.
- 1965 Nemzeti Színház, megvétel
- 1965 Tömbösített 60 férőhelyes bölcsőde és 100 férőhelyes óvoda két változatban. (munkatársak: Bálint Jenő, Galamb Erzsébet, Szuhai Géza) I. és II. díj
- 1965 400 férőhelyes egészségügyi gyermekotthon. (munkatársak: Bálint Jenő, Biczó Tamás, Hrecska József, Hackl Tibor, Szőke Lajos, Vély Róbert). Megvétel.
- 1965 Országos Testnevelési és Sport-egészségügyi Intézet új épülete. (munkatársak: Bálint Jenő, Galamb Erzsébet, Balázs László, Tell Márta, Szuhai Géza, Vély Róbert, Szőke Lajos). Megvétel.
- 1968 Előregyártott többszintes vázszerkezet. (munkatárs: Szajka László). V. díj
- 1969 Bécs, UNIDO-IAEA központ. (munkatársak: Kékesi László, Lichtenberger Endre, Szentirmay Sándor, Perényi György, Román János)
- 1970 Területi vezető kórház. III. díj
- 1971 Székesfehérvár, Arany János utca 7. lakóház, (munkatárs: Csomay Zsófia), megvétel
- 1972 Eger, 400 ágyas kórház. (munkatárs: Makkai Géza, Mányi István, Panthó Gergely). II. díj
- 1974 Lágymányosi új egyetemi városrész. (munkatársak: Makkai Géza, Mányi István, Hegedüs Péter, Jánossy Péter, Pantó Gergely). megosztott I díj.
- 1979 Sopron, Orsolya tér 4. és környezete rehabilitációja ötletpályázat

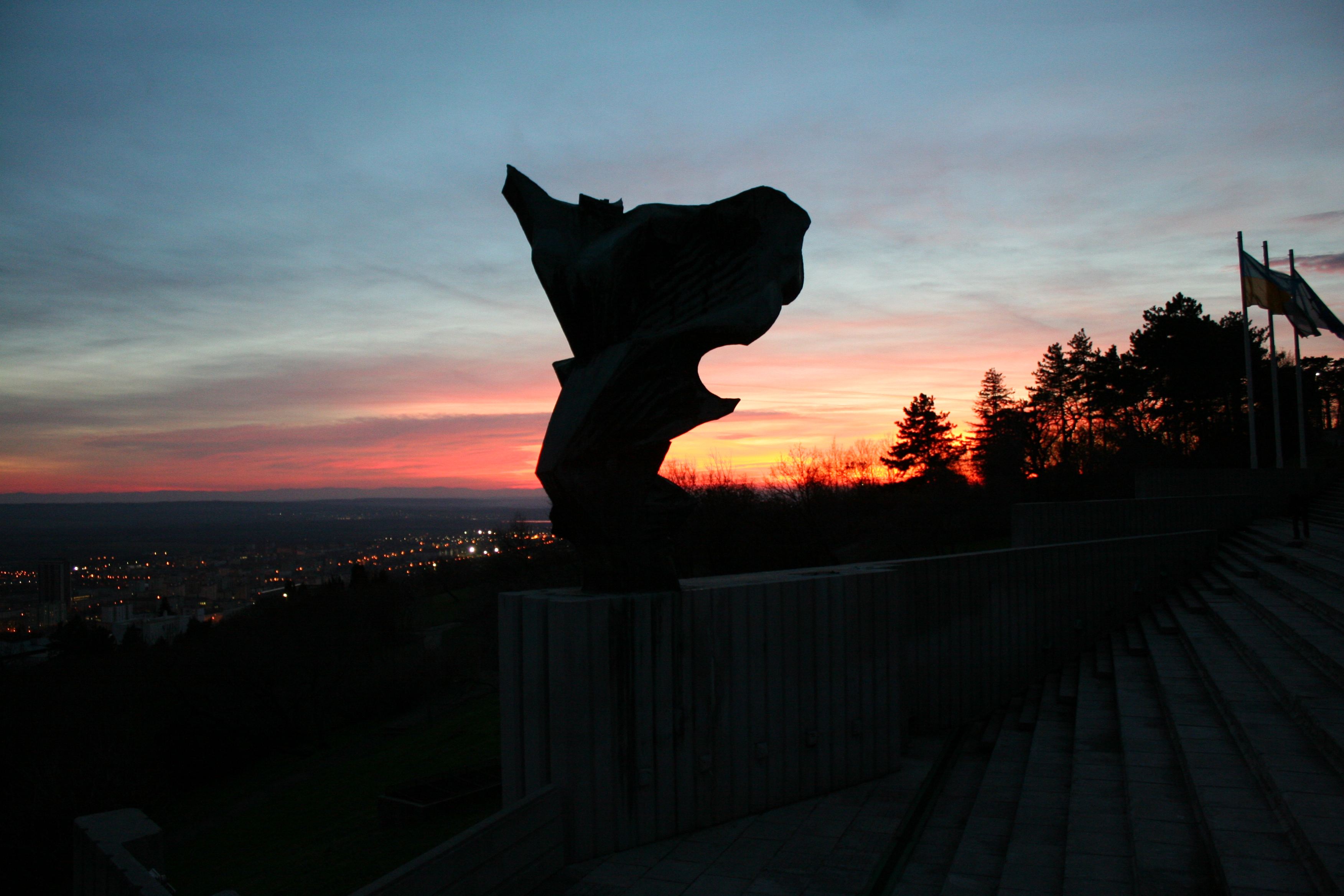
Makrisz Agamemnon: Niké (eredetileg: Felszabadulási emlékmű, vörösréz lemez, 1975, Pécs)

### Emlékművek
- 1960 a Béke Kútja (Budapest. Fiastyúk utcai lakótelep) Szobrász: Vedres Márk[12]
- 1961 Gödöllő, agráregyetem parkjának napórája. szobrász: Molnár László és Nagy Géza
- 1961 Felszabadulási emlékmű (Pesterzsébet). Szobrász: Vilt Tibor[13]
- 1967 Felszabadulási emlékmű. (Salgótarján). Szobrász: Somogyi József[14]
- 1969 Partizán emlékmű (Karancsberény). Szobrász: Vígh Tamás[15]
- 1975 Felszabadulás emlékmű. (Tiszafüred). Szobrász: Makrisz Agamemnon
- 1975 Felszabadulási emlékmű. (Pécs). Szobrász: Makrisz Agamemnon
- 1975 Felszabadulás emlékmű. (Szeghalom). Szobrász: Makrisz Agamemnon

### Grafikai munkásság
Grafikai munkásságáról nincsenek adatok. Kiegészítésre szorul

## Képgaléria

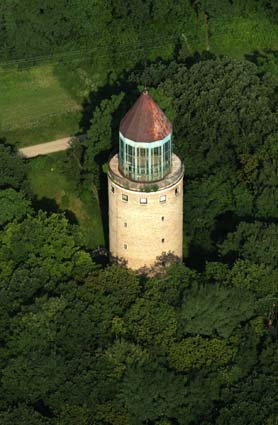
Gödöllő Agrártudományi Egyetem víztornya 1955-59
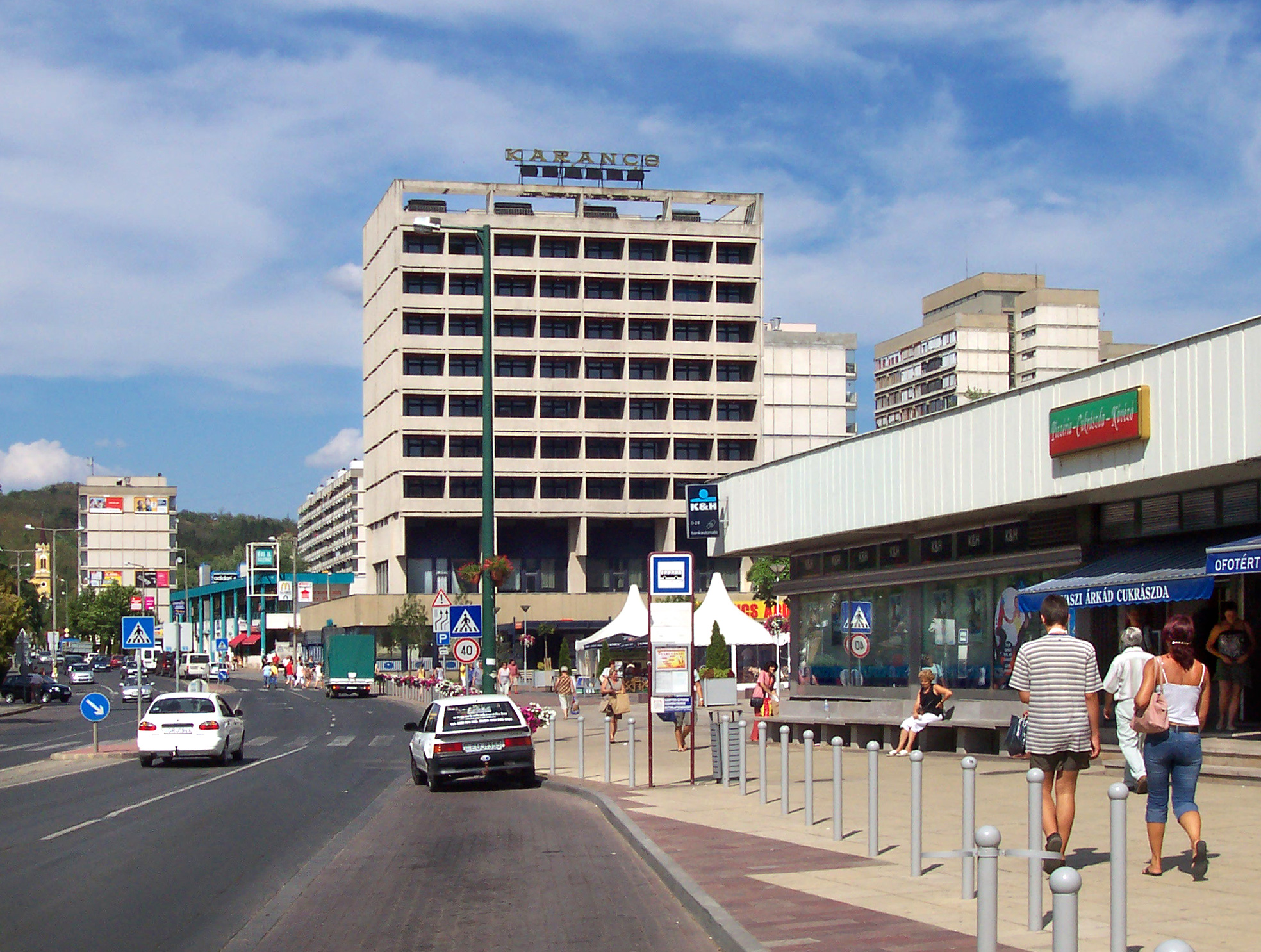
Salgótarján Karancs szálló 1959-63
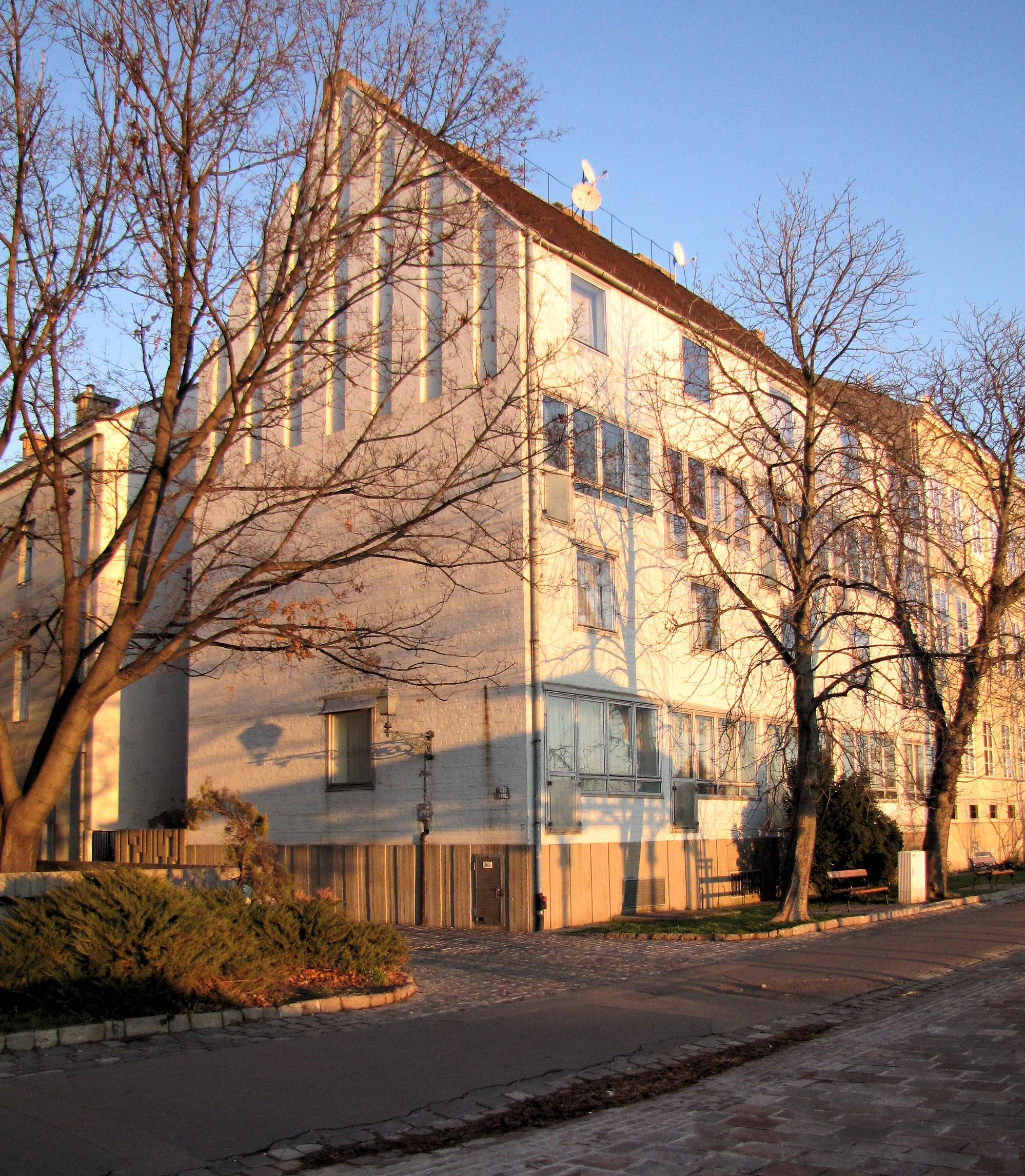
Bp. I. Tóth Árpád sétány 27. lakóház. 1961-63
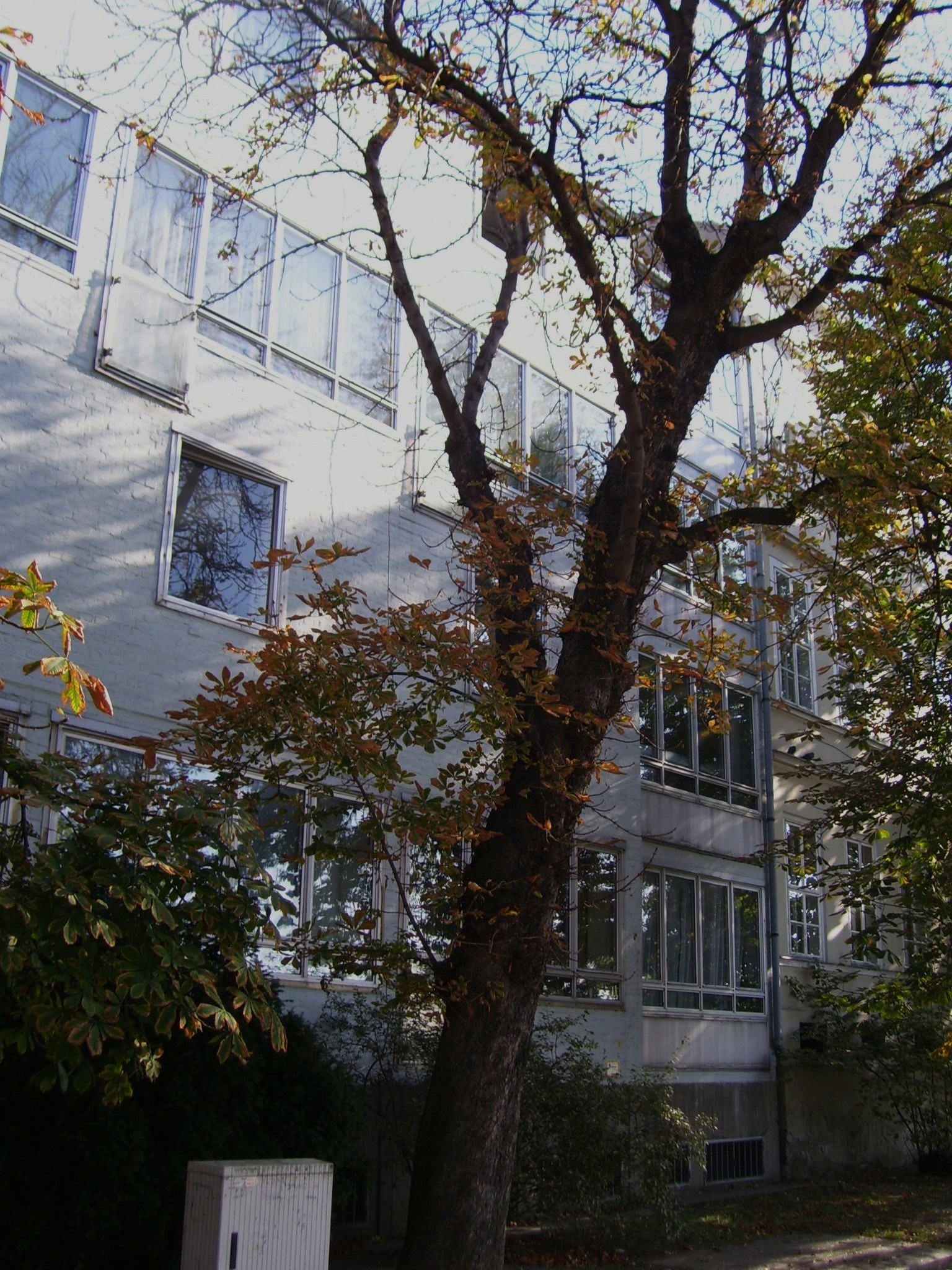
Bp. I. Tóth Árpád sétány 27. lakóház. 1961-63
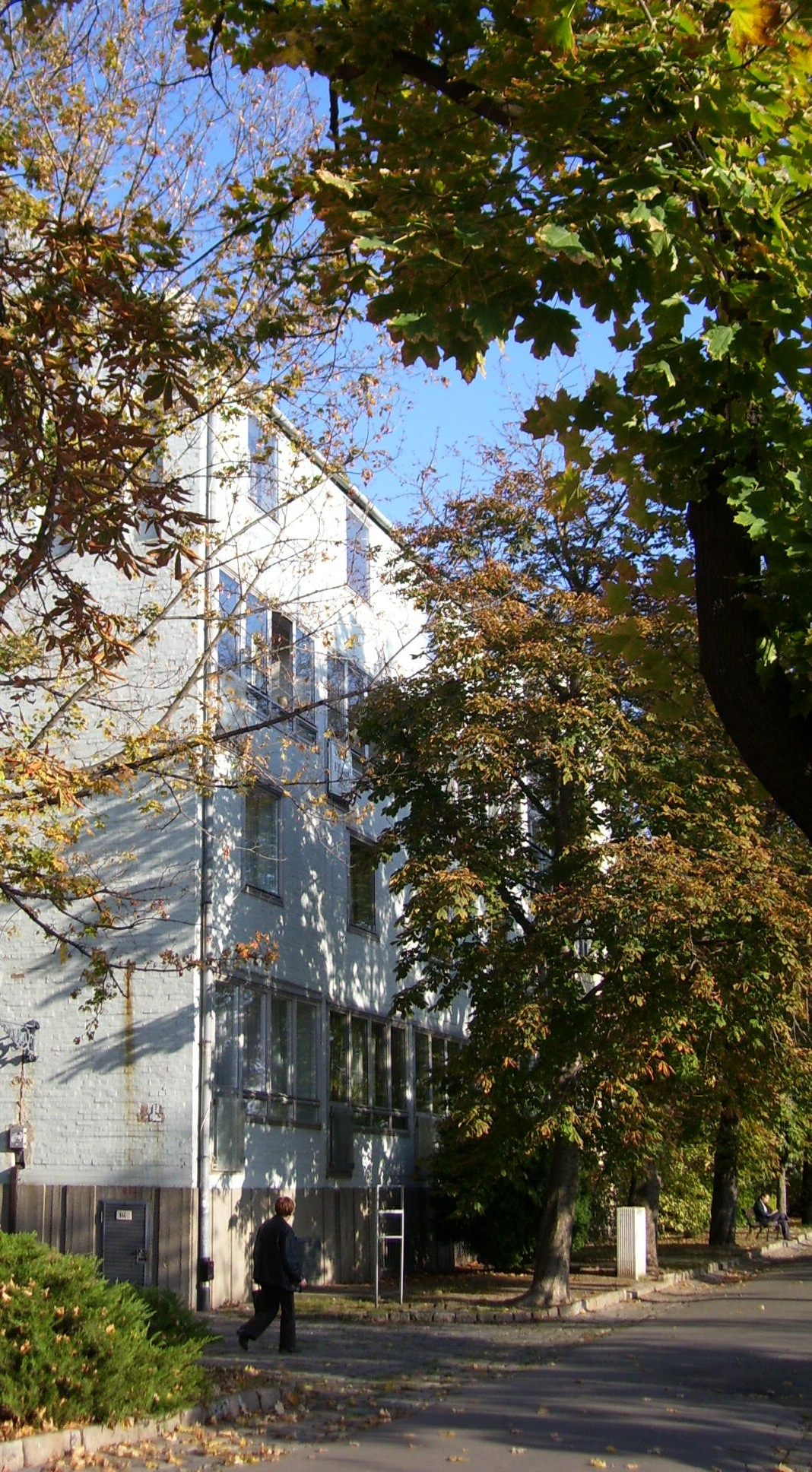
Bp. I. Tóth Árpád sétány 27. lakóház. 1961-63
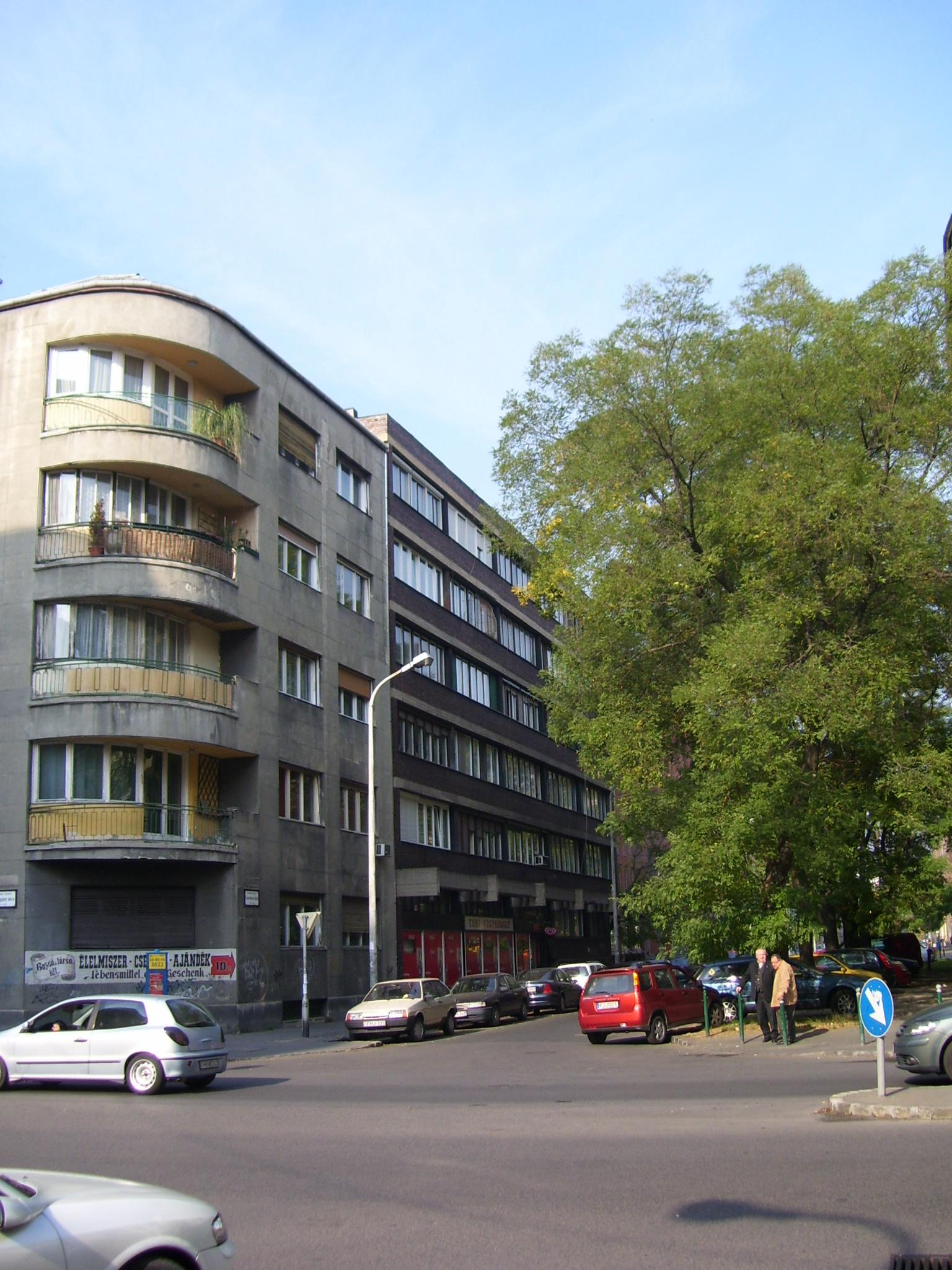
Bp. II. Gyorskocsi u. 22-24. lakóház 1966-68
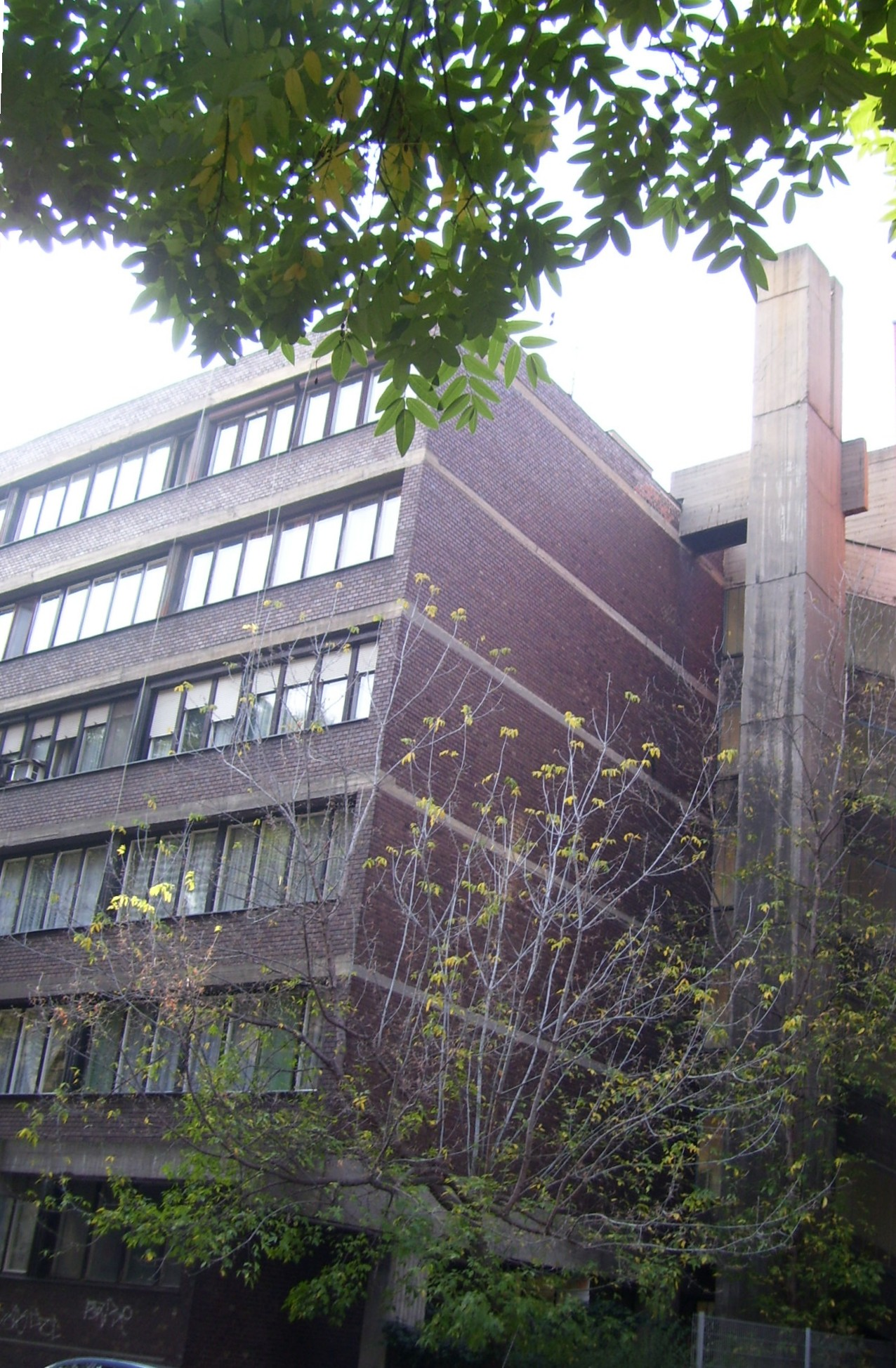
Bp. II. Gyorskocsi u. 22-24. lakóház részlet
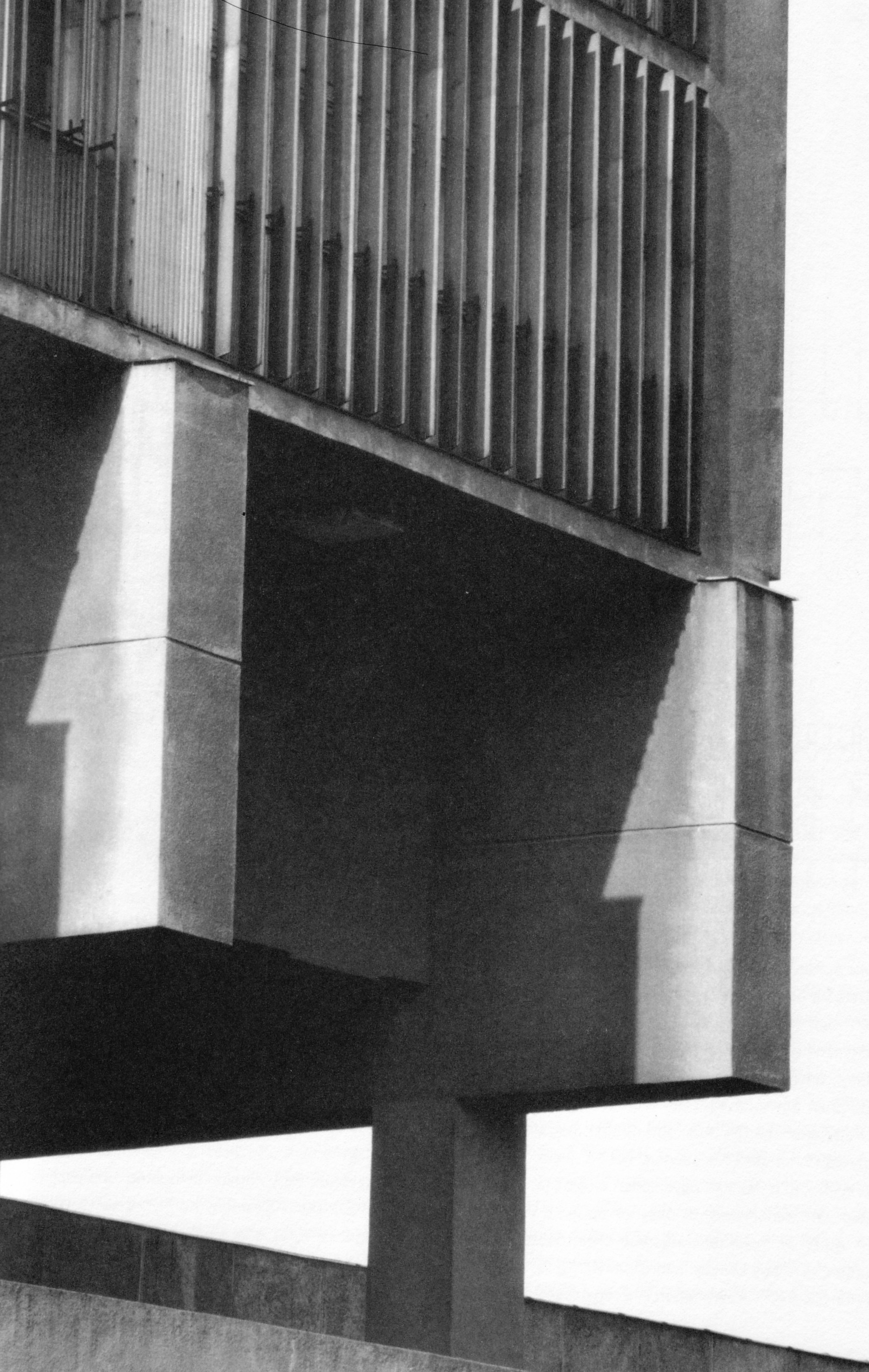
Kazincbarcikai kórház részlet 1957-69
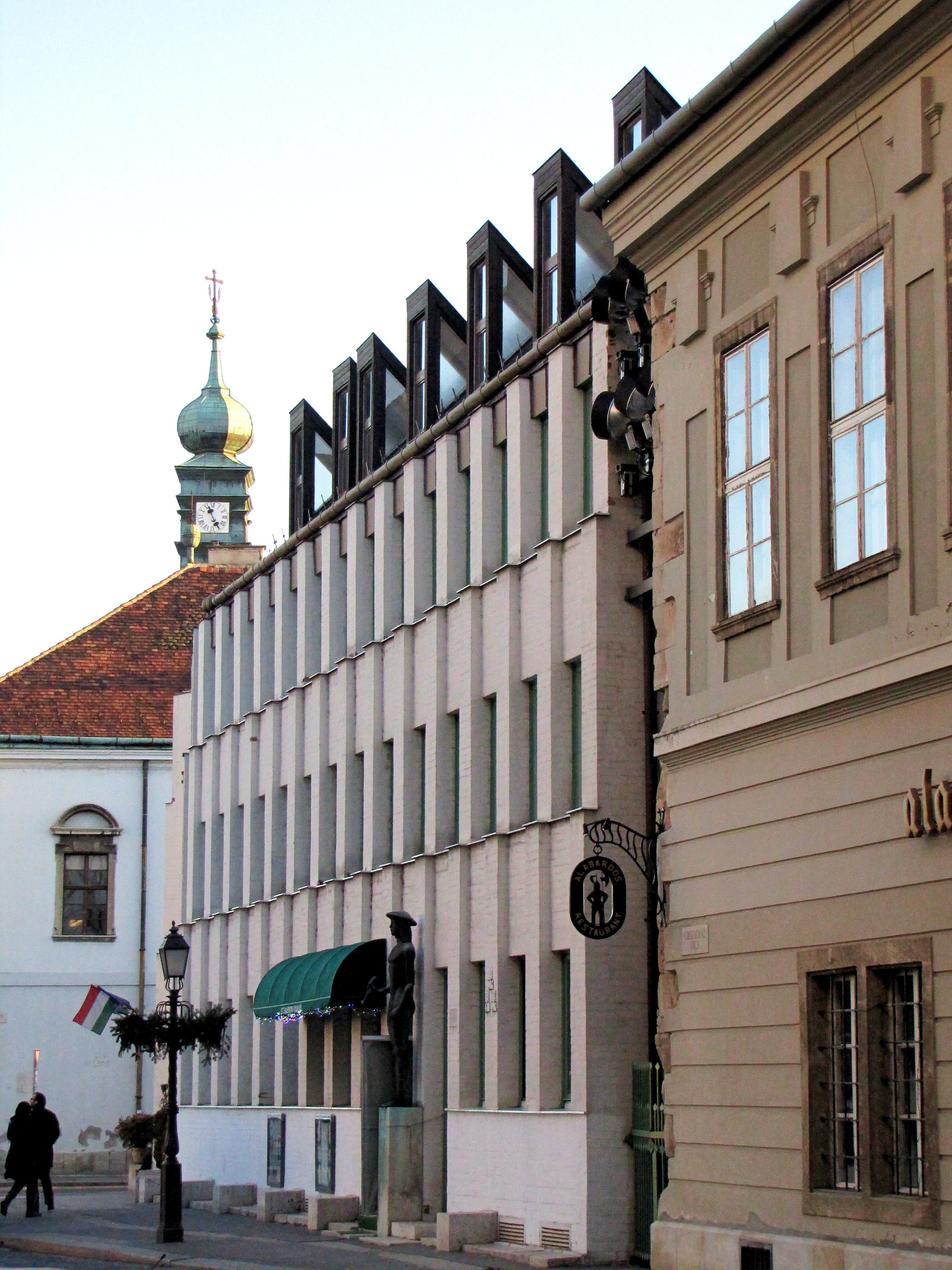
Bp. I. Szentháromság tér 7-8. volt lakóház 1971-81
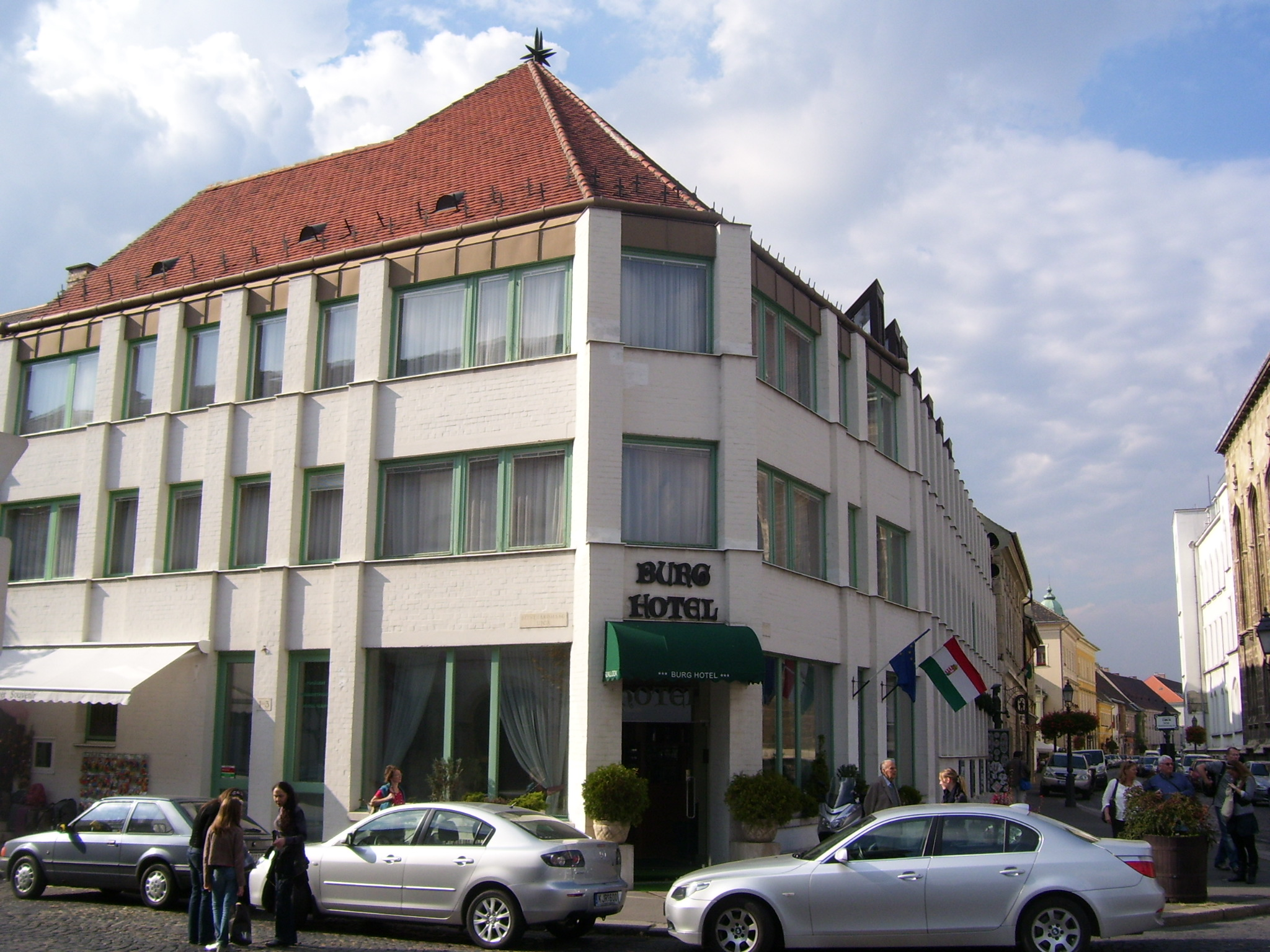
Bp. I. Szentháromság tér 7-8. Ma: Hotel Burg

## Kitüntetései
- 1965 Ybl Miklós-díj I. fokozata: „A salgótarjáni Karancs Szálló építészeti megoldásáért”
- 1982 Ybl Miklós-díj életművéért, sokrétű építészi alkotó tevékenységéért, nagy hatású oktató-nevelő munkájáért
- 1985 Állami Díj a Budai Vár rekonstrukciójának tervezésében és megvalósításában végzett több évtizedes kiemelkedő munkájáért
- 1990 Magyar Iparművészeti Főiskola „címzetes egyetemi tanár”
- 1992 a Magyar Művészeti Akadémia tagjává választják
- 1995 Budapestért díj
- 1997 Honoris Causa[17] doktori fokozat a Budapesti Műszaki Egyetemen